# Marianne Fosland
Marianne Fosland, född 26 januari 1966, är en norsk diplomat.
Fosland, som till utbildningen är politices kandidat, har varit knuten till den norska utrikestjänsten sedan 1998. Hon var ambassadråd i Finland 2009–2012 och därefter ministerråd 2012–2013. Hon var projektledare i utrikesdepartementet 2014–2015, fackdirektör där 2015–2016 och avdelningsdirektör 2016–2019. Sedan 2019 verkar hon som generalkonsul i Rio de Janeiro.
För sin insats för de norsk-finländska relationerna mottog Fosland 2014 kommendörstecknet av Finlands Lejons orden.